# Nogometni klub Tabor Sežana
Il Nogometni klub Tabor Sežana è una società calcistica slovena con sede nella città di Sesana.
Fondato nel 1923, il club milita attualmente nella 2.SNL, la seconda serie del campionato sloveno dopo aver militato dal 2020 al 2023 nella PrvaLiga.

## Storia
Nel 1923 fu fondato il Mladinsko društvo Tabor-Sežana, condotto dal politico Ivan Regent. Quattro anni dopo, nel 1927, il regime fascista italiano sciolse il club. Il club fu rifondato 18 anni dopo, nel 1945, al termine della seconda guerra mondiale. Inizialmente il Sežana prese parte ai campionati locali organizzati dall'UCEF (Unione dei Circoli di Educazione Fisica) nella Venezia Giulia sotto amministrazione militare, ma nel 1947, con l'annessione alla Jugoslavia, passò a militare nella Lega del Litorale, uno dei campionati inferiori della piramide calcistica jugoslava. Negli anni cinquanta il club fu ridenominato in Železničar e prese parte alla Lega di Lubiana-Litorale (terzo livello della piramide calcistica jugoslava).
Tra il 1965 e il 1971 la società militò nel girone occidentale della Lega Zonale Slovena, quarto livello jugoslavo e secondo livello dei campionati della Repubblica Socialista di Slovenia, prima di retrocedere nuovamente nella Lega del Litorale. Nella stagione 1975–76 il club raggiunse la finale della Coppa Repubblicana Slovena, dove fu sconfitta dal Mercator Lubiana nelle partite di andata e ritorno. Nella stagione 1981–82 il club, competendo sotto il nome dello sponsor Tabor Jadran, vinse il girone occidentale della Lega Zonale Slovena venendo promossa nella Lega Repubblicana Slovena per la prima volta. Tuttavia, dopo appena una stagione, fu retrocessa in virtù del tredicesimo e penultimo posto.
In seguito all'indipendenza della Slovenia nel 1991, il Tabor fu inserito nella Seconda Lega Slovena (2. SNL), secondo livello del calcio sloveno. Nella stagione 1992–93 retrocessero nel terzo livello. Vincendo la 3. SNL – Ovest nella stagione 1997–98 ritornarono nel secondo livello. Nella stagione 1999–2000 il Tabor conquistò la promozione in Prima Lega, la massima serie slovena, in virtù del secondo posto in 2. SNL, alle spalle del solo Koper. La permanenza nel massimo campionato durò una sola stagione, conclusa all'ultimo posto, con conseguente retrocessione. Nel corso della stagione 2003-2004 il club si ritirò dal campionato di Seconda Lega e dichiarò bancarotta. Ripartì dall'ultimo livello della piramide calcistica slovena con la denominazione di Mladinsko nogometno društvo Tabor. Fino al 2012 prese parte alla Lega del Litorale, quarto livello del calcio sloveno, se si eccetua la stagione 2008-09 disputata in Terza Lega ma non ultimata per ritiro. Nel 2017 il Tabor conquistò la promozione in Seconda Lega. Nel giugno 2019, sconfiggendo il Gorica negli spareggi promozione/retrocessione, ritornò nel massimo campionato sloveno dopo un'assenza di diciotto anni. Dopo 4 stagioni nella massima serie al termine della stagione 2022-2023 ritorna in Seconda Lega. Nella stagione 2023-2024 termina in penultima posizione retrocendo cosi in Terza Lega, ma viene successivamente ripescato. Nella stagione 2024-2025 milita in 2.SNL.

## Strutture

### Stadio
Il club gioca le gare casalinghe allo stadio Rajko Štolfa, che ha una capacità di 2000 posti a sedere.

## Palmarès

### Competizioni nazionali
- 3. Slovenska Nogometna Liga: 1

1997–1998
- 4.SNL: 1

2007–2008

### Altri piazzamenti
- Druga slovenska nogometna liga:

Secondo posto: 1999-2000

## Organico

### Rosa 2022-2023
Aggiornata al 31 gennaio 2023.
| N. |                           | Ruolo | Calciatore           |
| -- | ------------------------- | ----- | -------------------- |
| 2  | Slovenia (bandiera)       | C     | Tim Mahne Vatovec    |
| 4  | Slovenia (bandiera)       | D     | Aleksandar Zeljković |
| 5  | Costa d'Avorio (bandiera) | D     | Denis Kouao          |
| 6  | Slovenia (bandiera)       | C     | Adrian Zeljković     |
| 7  | Nigeria (bandiera)        | C     | Manji Moses Gimsay   |
| 8  | Slovenia (bandiera)       | D     | Žiga Ovsenek         |
| 9  | Gabon (bandiera)          | A     | Fahd Ndzengue        |
| 10 | Croazia (bandiera)        | C     | Tom Alen Tolic       |
| 11 | Slovenia (bandiera)       | C     | Luka Šušnjara        |
| 12 | Slovenia (bandiera)       | P     | Matija Valečič       |
| 13 | Croazia (bandiera)        | D     | Mihael Briški        |
| 16 | Slovenia (bandiera)       | P     | Alen Jurca           |
| 17 | Slovenia (bandiera)       | C     | Lan Stravs           |
| 18 | Croazia (bandiera)        | C     | Sacha Marasovic      |

| N. |                     | Ruolo | Calciatore          |
| -- | ------------------- | ----- | ------------------- |
| 20 | Slovenia (bandiera) | C     | Mark Seliškar       |
| 21 | Slovenia (bandiera) | D     | Miha Kompan Breznik |
| 23 | Slovenia (bandiera) | D     | Andraž Struna       |
| 25 | Francia (bandiera)  | C     | Nabil Khali         |
| 27 | Slovenia (bandiera) | C     | Žan Bešir           |
| 28 | Francia (bandiera)  | D     | Thadée Kaleba       |
| 30 | Slovenia (bandiera) | A     | Jakoslav Stankovic  |
| 55 | Croazia (bandiera)  | C     | Dino Halilović      |
| 77 | Francia (bandiera)  | D     | Zacharie Iscaye     |
| 88 | Slovenia (bandiera) | C     | Alen Korošec        |
|    | Austria (bandiera)  | C     | Dragoslav Burkic    |
|    | Slovenia (bandiera) | D     | Deni Šop            |
|    | Slovenia (bandiera) | C     | Mark Žagar          |